# Det Ny Teater
Het Det Ny Teater (Nederlands: Het Nieuwe Theater) is een gevestigd theater in Kopenhagen, Denemarken, dat voor het eerst werd geopend in 1908. Het is gevestigd in een gebouw dat een doorgang overspant tussen Vesterbrogade en Gammel Kongevej in het theaterdistrict van Kopenhagen op de grens tussen Vesterbro en Frederiksberg.
Met meer dan 12.000 m² is het een van de grootste theaters van Denemarken. Het heeft twee podia, het hoofdauditorium met meer dan 1.000 zitplaatsen en Sceneriet, een kleiner theater dat in 1994 in de kelder werd gevestigd.

## Geschiedenis

### Oprichting

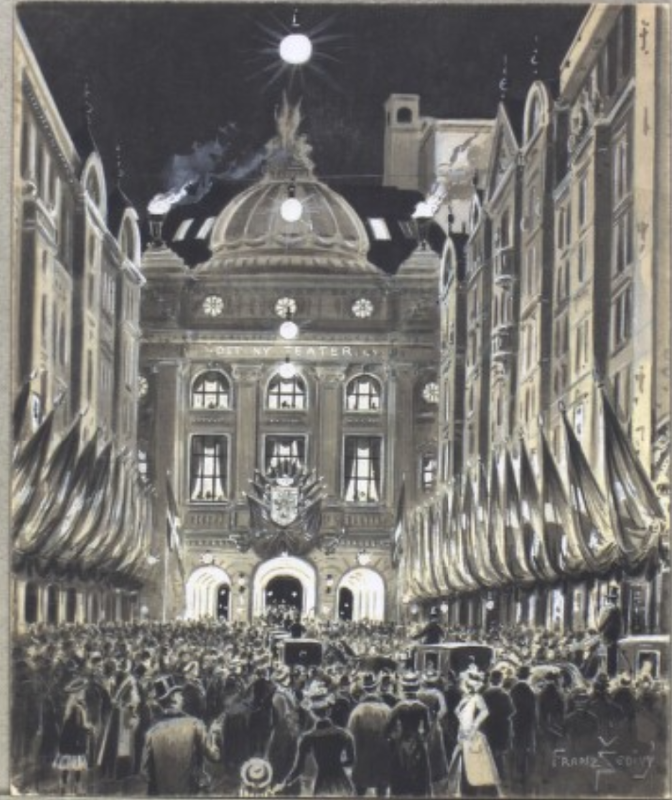
Franz Šedivý: De inhuldiging van het Nieuwe Theater op 10 september 1908

Het terrein van het theater, toen een versleten flatgebouw, werd in het voorjaar van 1902 gekocht door een ontwikkelingsmaatschappij, Bona, die plannen had om een groot theater te bouwen en tegelijkertijd een doorgang te openen tussen Gammel Kongevej en de nieuwe Vesterbro Passage, nu deel van de Vesterbrogade, die de ruggengraat vormde in een westwaartse uitbreiding van het stadscentrum van Kopenhagen. Bona engageerde Viggo Lindstrøm in het project als artistiek adviseur, hij was huisacteur en regisseur geweest bij Folketeatret maar nam ontslag na een modieuze controverse met de directeur, en in 1906 diende het bedrijf een aanvraag in bij het Ministerie van Justitie voor een vergunning voor de exploitatie van het theater. De aanvraag werd aanvankelijk afgewezen door Peter Adler Alberti, de minister van Justitie, zogenaamd wegens een band met de directeur van Folketeatret, maar na persoonlijke tussenkomst van Koning Frederik werd de vergunning uiteindelijk toch verleend.
In maart 1907 gaf Bona de architect Lorenz Gudme opdracht een project uit te werken. Hij had eerder gewerkt voor Ove Petersen, die verantwoordelijk was voor zowel het Koninklijk Deens Theater in samenwerking met Vilhelm Dahlerup, als het Dagmar Theater. Zijn voorstel werd aanvaard en de fundamenten werden gelegd op 14 augustus 1907. Kort na de start van de bouw ontstond er een meningsverschil tussen Bona en Gudme, die uiteindelijk van het project werd ontslagen en in plaats daarvan werd voltooid door Ludvig Andersen. Toen het theater op 19 september 1908 in gebruik werd genomen, was het het op één na grootste theater van het land en de bouwprijs bedroeg ca. 1.200.000 DKK en 600.000 DKK voor het terrein.

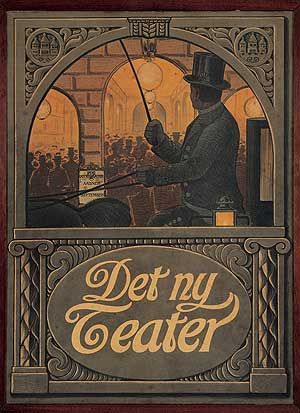
Affiche van de opening in 1908

### Opening en beginjaren
Lindstrøm, die ook de eerste directeur van het theater was, had zich bereid verklaard alles op te zetten in zijn nieuwe theater, het op één na grootste van Kopenhagen, maar de openingsvoorstelling, Den skønne Marseillanerinde van Pierre Berton, een extravaganza over Napoleon met een jonge cast met latere sterren als Poul Reumert, Asta Nielsen en Clara Wieth, werd exemplarisch voor het repertoire in de eerste drie decennia.
Lindstrøm zelf verliet het theater al na drie jaar wegens een onbeduidende schuldenlast. Hij werd opgevolgd door de acteur Ivar Schmidt (1869-1940) die de post bekleedde van 1911 tot 1937, vergezeld door acteurs als Else-Marie, Berthe Qvistgaard, Ellen Gottschalch, Ib Schønberg en Osvald Helmuth.

### Verandering van repertoire
De directeur van 1944 tot 1966 was Peer Gregaard en hij veranderde het repertoire ingrijpend door een combinatie van klassiekers en hedendaags Deens en Europees drama. In deze periode ging Det Ny Teater het Koninklijk Deens Theater uitdagen als het belangrijkste theater in Denemarken

### Tegenslagen en afsluiting
In de jaren zestig werd duidelijk dat het moeilijk was om theaters te laten draaien zonder subsidies. De schrijver Knud Poulsen werd in 1969 tot directeur benoemd en in 1971 stond het theater voor sluiting, maar het werd gered toen de provincie en het ministerie van Cultuur ingrepen en de verlaagde toegangsprijzen compenseerden.
Dit was het begin van een crisis voor het theater die de algemene tegenspoed voor de industrie weerspiegelde en in 1976 leidde tot de invoering van een algemene regeling voor de subsidiëring van theaterproducties. In 1991, toen het theater, dat inmiddels in een slechte staat van verwaarlozing verkeerde, zijn steun verloor, moest het voor onbepaalde tijd sluiten.

### Heropening en recente jaren
De eigenaars slaagden erin fondsen te werven voor een grondige renovatie. Bent Mejding was de drijvende kracht achter de restauratie van het theater, dat hij samen met Niels-Bo Valbro heropende als operette- en musicalpodium met een productie van Die Fledermaus in 1994. Sindsdien heeft het theater een aantal grote producties op de planken gebracht, waarvan Phantom of the Opera, die van 2000 tot 2002 werd opgevoerd, artistiek en qua publiek het meest succesvol was.

## Gebouw

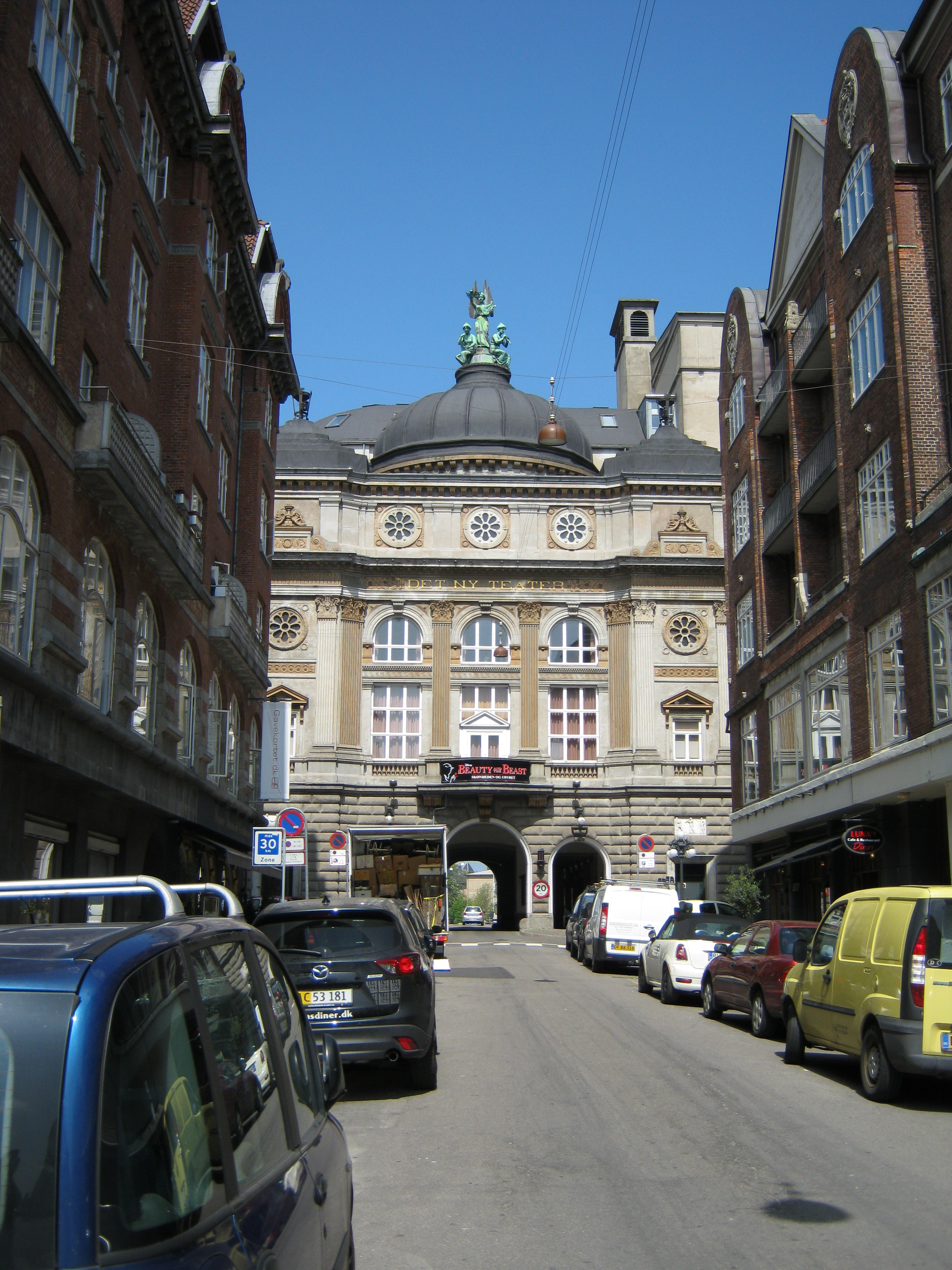
De voorgevel vanaf Vesterbrogade

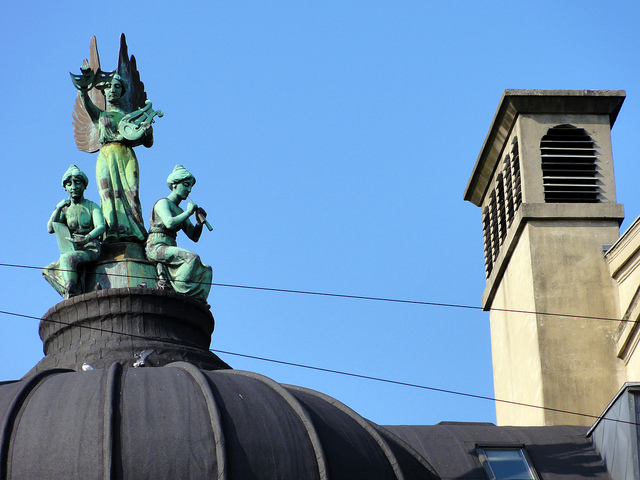
Beeldengroep op het dak

Het theatergebouw overspant een doorgang tussen Vesterbrogade en Gammel Kongevej en heeft aan beide zijden een voorgevel. Het complex omvat ook de omliggende gebouwen.
Het theater is losjes gemodelleerd naar de Opéra de Paris, maar is gebouwd in een mengeling van stijlen, waarbij elementen als klassieke trompe-l'œil-effecten en Griekse kapitelen worden gecombineerd met art-deco-elementen.
Het theater is gebouwd in gewapend beton en was het eerste gebouw in Denemarken dat gebruik maakte van het Hennebique systeem. Door de extra stevigheid was het theater het eerste in Denemarken dat balkons had zonder steunpilaren. Het theater was ook het eerste in Denemarken met een ronddraaiend podium. Andere ultramoderne voorzieningen waren een geavanceerd sprinklersysteem in geval van brand op het toneel en douches voor de acteurs op elke verdieping. Voor het publiek waren er comfortabele gezinsboxen, een elegante marmeren trap en een grote uitnodigende foyer. De renovatie in 1994 werd bekroond met de Europa Nostra-prijs van de Europese Unie.

## Huidig Det Ny Teater
Sinds de renovatie heeft het theater twee podia. De grote zaal biedt plaats aan ca. 1.000, terwijl de kleine, die bij de renovatie in 1994 in de kelder werd gebouwd, plaats biedt aan 250 tot 300 toeschouwers. Het hoofdrepertoire is nog steeds musicals.
Het theater wordt ook gebruikt voor allerlei andere evenementen en is te huur.